# Courrier belge
Pour les articles homonymes, voir Le Courrier (homonymie).
Le Courrier belge est un journal quotidien libéral belge fondé en 1832 et édité à Bruxelles jusqu'en 1848.

## Historique
En 1832, Lucien Jottrand prend la direction du journal libéral au passé révolutionnaire le Courrier des Pays-Bas et le renomme Courrier Belge. Il en est également le rédacteur en chef.
Le 31 janvier 1836, le journal devient la propriété du lithographe Marcellin Jobard,.

## Divers
Le 11 octobre 1841, Marcellin Jobard utilise dans un de ses articles pour le journal un signe typographique de son invention, en forme de pique, qu'il appelle le point d'ironie et qui peut être considérée comme la première émoticône. Il en proposera d'autres, comme le point de sympathie (), le point d'antipathie )( .